# Liste de musées en Islande
Pour les autres articles nationaux ou selon les autres juridictions, voir Liste des musées par pays.
Cet article présente une liste non exhaustive de musées en Islande, classés par ville.

## Reykjavik
- Centre d'art islandais (en)
- Galerie nationale d'Islande (en)
- Institut Árni Magnússon
- Musée d'art vivant
- Musée d'art de Reykjavik
- Musée Einar Jónsson
- Musée de la ferme d'Árbær et Reykjavík 871±2
- Musée d'histoire naturelle d'Islande
- Musée maritime Vikin (en)
- Musée national d'Islande
- Musée du patrimoine culturel de l'Islande (is)
- Musée phallologique islandais (Hið Íslenzka Reðasafn)
- Musée des sagas
- Viking World museum
- Reykjavík Maritime Museum (en)

## Autres villes
- Centre du renard polaire, à Súðavík
- Collection de pierres et de minéraux de Petra, à Stöðvarfjörður
- Musée d'art d'Akureyri (en), à Akureyri
- Musée de la baleine de Húsavík (en), à Húsavík
- Musée du glacier de Höfn (en), à Höfn
- Musée Herring Era (en), à Siglufjörður
- Musée de Skógar, à Skógar
- Þjóðveldisbærinn, à Stöng